# روجر كارتر (لاعب دارت)
روجر كارتر (بالإنجليزية: Roger Carter)‏ هو لاعب دارت أمريكي، ولد في 28 أكتوبر 1961 في ساندوسكي في الولايات المتحدة.

## وصلات خارجية
- روجر كارتر على موقع DartsDatabase.co.uk (الإنجليزية)